# Казеифичо Коломбарото (Мантова)
Казеифичо Коломбарото је насеље у Италији у округу Мантова, региону Ломбардија.
Према процени из 2011. у насељу је живело 19 становника. Насеље се налази на надморској висини од 18 м.